# OpenSolaris
OpenSolaris е Solaris-базирана свободна операционна система, разработена от компанията Sun Microsystems през 2008 година. Solaris е наследникът на оригиналната SunOS, която Sun използват от 1982.

## Дистрибуции
Различните OpenSolaris дистрибуции са насочени към различни целеви потребителски групи и платформи.
- BeleniX
- Nexenta OS
- StormOS
- MilaX
- marTux
- OpenSolaris for System z
- Polaris

## Архитектури
OpenSolaris работи на следните процесорни архитектури:
- Sun UltraSPARC
- Fujitsu SPARC64
- Intel x86
- AMD64
- ARM
- PowerPC
- IBM System z